# Bar-Rakib
Bar-Rakib (fl. VIII secolo a.C.) è stato un sovrano arameo di Sam'al.

## Biografia e regno
Il cui nome significa letteralmente "Figlio dell'auriga"; nella sua iscrizione si dice vassallo di Tiglatpileser e che deve il trono grazie a lui e al dio Bar-Rakub. Figlio di Panamuwa II, verrà deposto da Tiglatpileser nel 713 a.C. e il regno di Sama'al verrà accorpato con gli altri regni neo-ittiti nella provincia della Siria dell'Impero assiro.